# 判事
判事（はんじ）は、日本の裁判官の職位の1つ（裁判所法5条2項）。旧法下においては、現在の「裁判官」に相当する意味で用いられていた。
ただし旧憲法では裁判官と称していた。現行法においては、旧法下の「判事」に代わり「裁判官」が最高裁判所長官から判事補に至るまでの総称的な官名かつ訴訟法上の地位となっており、「判事」はその「裁判官」の中の1つの職名となっている。現在でも通俗的には裁判官全体の総称を指すことがある。

## 概略
2024年4月12日現在、定員は2,155名である（裁判所職員定員法1条）。法律専門家の職に通算して10年以上在職経験を有する者の中から、最高裁判所が「判事」となるべき者を指名し、その指名に基づいて内閣が任命することによって「判事」となる者が決定される（裁判所法40条1項・42条）。
しかしながら実際には、キャリア制度によって昇格する日本の裁判官システムの中で、司法修習後に「判事補」として裁判所に採用され、「判事補」として10年の経験を積むと半ば自動的に「判事」となっている例が多い。この例で「判事」としての任用を拒まれる例は「再任拒否」と呼ばれ、むしろ特別な場合として取り扱われる傾向にある（青年法律家協会裁判官部会所属の判事補が、再任されず、事実上の首切りを行なわれた例がある）。
一般に、「判事」となることで単独審の裁判官を務めることができるようになるとされている。しかしながら厳密には、特例判事補の制度により、5年以上の経験を有する「判事補」も同様に単独審の裁判官を務めることができる。
「判事」は、高等裁判所・地方裁判所・家庭裁判所に置かれる。地方裁判所長及び家庭裁判所長は「判事」の中から命ぜられる。

### 部総括判事
裁判所の「部」（合議体を構成するに足りる裁判官から構成される組織であり、「第○民事部」、「民事第○部」などと称される。）の事務を総括する裁判官のことであり（下級裁判所事務処理規則4条4項)、その部の長に相当する（俗に「部長」とも称される。）。当該部において行われる合議体の裁判長を務める（同規則5条2項本文）。

### 最高裁判所判事
「最高裁判所判事」は裁判所法5条2項・40条・42条に規定する判事でなく、同5条1項・39条・41条に規定する「最高裁判所裁判官」の一にあたる。最高裁判所長官を含む最高裁判所裁判官は「識見の高い、法律の素養のある年齢四十年以上の者」（裁判所法41条1項）から任命されるものとし、法曹資格を持たない者からも登用できる（法曹資格を持たない者の任命にあたり人数制限あり）。